# Gustavo Albella
Gustavo Albella (Alta Gracia, 22 de agosto de 1925 – 13 de junho de 2000) foi um futebolista argentino.

## Carreira

### Início
Começou a jogar no Sportivo Alta Gracia. Na sua cidade também jogou em clubes como o 25 de maio e Columbus. Em 1944 foi para oficinas, e depois de uma grande atuação contra o Boca Juniors, o clube o contratou como reserva, substituto de Sarlanga.

### Boca
Na temporada de 1945, alternou entre o primeiro, terceiro e reserva. Ele pode jogar sete jogos devido a lesão Sarlanga Jaime, que fez 6 gols. Enquanto isso, o serviço militar sob o comando do Tenente lupiz que era ligado ao clube Banfield, ofereceu-lhe o título.

### Banfield
No clube do sul, Albella jogou a segunda divisão do campeonato em 1946. Banfield tinha uma equipe superlativa, sendo campeão com 14 pontos de vantagem (naquele tempo o triunfo acrescentou dois) e manter os primeiros 28 jogos invicto. Então, em 1947, jogou a primeira divisão do campeonato com um relativamente mais fraco trabalho em equipe que veio com a mesma base que o campeão do segundo. Para o ano de 1948, Banfield vendido para Washington Gomez fez um time competitivo. No entanto, não teve um grande desempenho. Entre 1949 e 1952 ele formou o primeiro time que iria acabar em 1951 e foi Albella o seu artilheiro. Seu estilo era rápido e forte, e eles diziam, um inútil na área que lhe permitiu gerar risco, mesmo cercado por rivais. Voltou em 1955 e 1956, para coroar uma temporada no clube com 136 gols (71 na primeira divisão e 65 na Primera B).
Atuou pelo CA Banfield, de seu país até 1952, data que foi contratado pelo São Paulo, junto com seu compatriota Moreno.

### São Paulo FC
Chegou ao clube paulista como centroavante, mas acabou se adaptando à posição de meia, formando dupla vitoriosa com Gino no time que foi campeão paulista de 1953.
Suas jogadas inusitadas lhe valeram o apelido de El Atómico. Quando deixou o São Paulo, em fevereiro de 1954, tinha marcado 47 gols, em 81 partidas disputadas.